# Ryszard Bugaj

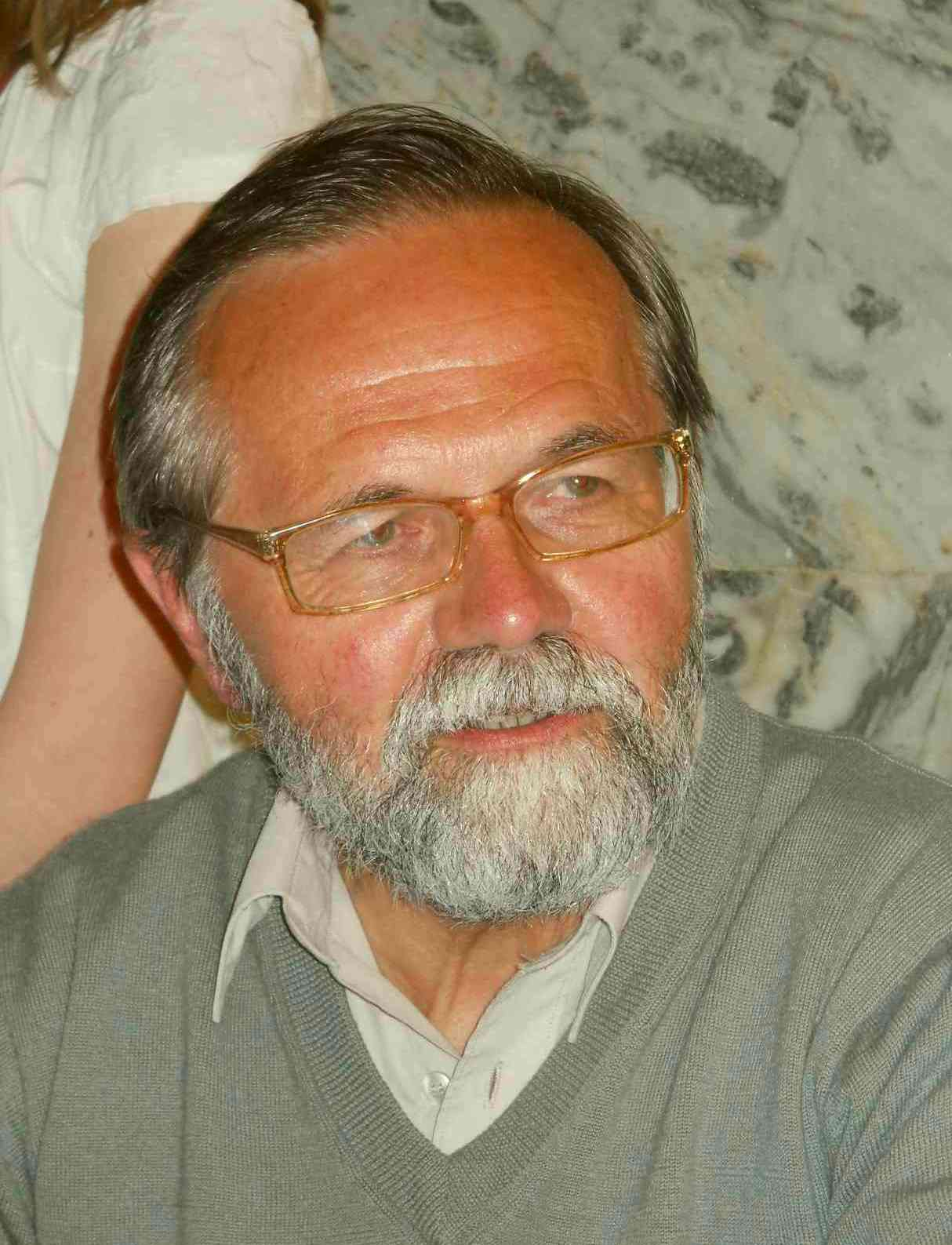
Ryszard Bugaj (2011)

Ryszard Bugaj (* 22. Februar 1944 in Gawłów) ist ein polnischer Politiker (SP, UP, PSL; später PiS-Umfeld). Von 1989 bis 1997 gehörte er dem Sejm in der X. (Volksrepublik), I. und II. (Dritte Republik) Wahlperiode an.

## Leben und Beruf
Nachdem Bugaj 1971 sein Studium der Wirtschaftswissenschaften an der Universität Warschau abgeschlossen hatte, wurde er 1989 mit der Arbeit „Próba reformy systemu finansowania gospodarki w pierwszej połowie lat siedemdziesiątych“ zum Doktor der Wirtschaftswissenschaften promoviert. Eine Habilitation folgte 2004 mit der Arbeit „Dylematy finansów publicznych. Przekształcenia w gospodarce polskiej“. Er ist außerordentlicher Professor am wirtschaftswissenschaftlichen Institut der Polnischen Akademie der Wissenschaften. 2009 wurde er Berater des Präsidenten der Narodowy Bank Polski.

## Politik
Im März 1968 beteiligte Ryszard Bugaj sich an Studentenprotesten gegen die Absetzung des Theaterstücks Dziady des Nationaldichters Adam Mickiewicz in der Inszenierung von Kazimierz Dejmek. Ab 1980 engagierte er sich in der unabhängigen Gewerkschaft Solidarność. Unter Geltung des Kriegsrechts wurde er für kurze Zeit interniert.
In der Wendezeit nahm er an den Verhandlungen am runden Tisch teil. Bei den halbfreien Wahlen zum Vertragssejm 1989 wurde er für das Bürgerkomitee Solidarność in das Parlament gewählt. Im Folgejahr beteiligte er sich an der Gründung der Solidarność Pracy (SP). Bei der ersten vollständig freien Parlamentswahl 1991 wurde er als deren Vertreter erneut in den Sejm gewählt. 1992 vereinigte sich die SP mit kleineren sozialdemokratischen Parteien zur Unia Pracy (UP), deren Vorsitzender Bugai wurde. Für die UP wurde er 1993 wiederum zum Abgeordneten gewählt. Nach der Wahl wurde er Vorsitzender der 33-köpfigen UP-Fraktion. Nachdem die UP bei der Parlamentswahl 1997 mit 4,7 % der Stimmen knapp an der 5-%-Hürde gescheitert war, trat er als Parteivorsitzender zurück. Bei den Selbstverwaltungswahlen 1998 kandidierte er für die UP auf der Liste des Wahlbündnisses „Przymierze Społeczne“ für den Sejmik der Woiwodschaft Masowien, erhielt aber kein Mandat. 1998 verließ er die UP, da er mit dem Kurs der neuen Parteispitze um Aleksander Małachowski und Marek Pol, die eine Annäherung an die Sojusz Lewicy Demokratycznej forcierten, nicht einverstanden war. Bei der Parlamentswahl 2001 kandidierte er erfolglos für die Polskie Stronnictwo Ludowe.
Während des polnischen EU-Beitrittsprozesses sprach er sich 2003 für den Beitritt selbst, aber gegen die ausgehandelten Bedingungen aus. Er kehrte 2006 in die UP zurück und wurde Vorsitzender ded politischen Rates der Partei. Aber noch im selben Jahr trat er aus Protest gegen den Beitritt zum Wahlbündnis Lewica i Demokraci wieder aus. Im Februar 2009 wurde er Wirtschaftsberater von Präsident Lech Kaczyński. Prawo i Sprawiedliwość berief ihn 2014 in die Programmkommission. 2015 wurde er von Präsident Andrzej Duda in den Nationalen Entwicklungsrat berufen, legte sein Amt dort aber bereits im Februar 2016 aus Protest gegen die „Aneignung staatlicher Institutionen durch den herrschenden Parteiapparat“ nieder. Bei der Präsidentschaftswahl 2025 unterstützte er im ersten Wahlgang Adrian Zandberg, den Kandidaten der Lewica Razem.

## Ehrungen
- 2007 Komturkreuz des Ordens Polonia Restituta[15]
- 2020 Krzyż Wolności i Solidarności[16]

2020 wurde er Ehrenbürger seines langjährigen Wohnorts Podkowa Leśna.